# 江南 (宮崎市)
江南（こうなん）とは、宮崎県宮崎市内の地名。大塚地域自治区に属している。郵便番号は880-0944。住居表示実施地域。

## 地理

### 隣接地区
宮崎市の大塚地域自治区の南東部に位置し、大淀川左岸の丘陵を開発したニュータウンである。1981年に福島町・北川内町のそれぞれ一部を元に住居表示が実施され、江南1丁目 - 4丁目が設置された。大塚地域自治区ではあるが、大塚町との間に大淀地域自治区管内の大坪町の飛び地（寺山大迫）があり、大塚町とは乱橋の一部でしか接していない。それ以外の地域は大淀地域自治区の北川内町、花山手西、福島町と接している。
住居表示とは別に、3個の自治体（宝塚ニュータウン、大淀台、りんどうヶ丘）がおかれており、通称地名としても用いられている。

## 世帯数と人口
2022年（令和4年）11月1日現在の世帯数と人口は以下の通りである。
| 町丁      | 世帯数  | 人口    |
| --------- | ------- | ------- |
| 江南1丁目 | 389世帯 | 826人   |
| 江南2丁目 | 461世帯 | 1,015人 |
| 江南3丁目 | 214世帯 | 464人   |
| 江南4丁目 | 312世帯 | 672人   |

## 小・中学校の学区
市立小・中学校に通う場合、学区はおおよそ以下の通りとなる。
| 小学校             | 中学校             |
| ------------------ | ------------------ |
| 宮崎市立大塚小学校 | 宮崎市立大塚中学校 |
| 宮崎市立江南小学校 | 宮崎市立大塚中学校 |

## 交通

### バス
宮交グループの運営するバスが営業している。

## 施設
- 宮崎市立江南小学校